# 마산
마산(馬山)은 대한민국 경상남도 중남부에 존재하는 지역이다. 1914년부터 2010년까지는 마산시로 존재하였으나 2010년 7월 1일에 인근의 창원시·진해시와 합병하여, 현재는 창원시 마산합포구와 마산회원구를 이루는 지역이다. 2012년 12월 31일 기준으로 마산합포구와 마산회원구의 인구는 40만6천893명이다. 

## 같이 보기
- 구창원
- 진해구